# Rüdlingerita
La rüdlingerita és un mineral de la classe dels òxids. Rep el nom en honor de Gottfried Rüdlinger (nascut el 1919), col·leccionista de Coira, Suïssa, pioner als anys 1960-1980 en la recerca i l'estudi dels petits minerals dels jaciments de minerals de manganès dels Grisons.

## Característiques
La rüdlingerita és un òxid de fórmula química Mn²⁺₂V⁵⁺As⁵⁺O₇·2H₂O. Va ser aprovada com a espècie vàlida per l'Associació Mineralògica Internacional l'any 2017. Cristal·litza en el sistema monoclínic. La seva duresa a l'escala de Mohs és 3,5. És isostructural amb la fianelita.
Els exemplars que van servir per a determinar l'espècie, el que es coneix com a material tipus, es troben conservats a les col·leccions mineralògiques del Musée cantonal de géologie de Lausanne (Suïssa), amb el número de catàleg: mgl 080116 (holotip), i al museu regional de ciències naturals de Torí (Itàlia), amb el número de catàleg: m/u 17121 (cotip).

## Formació i jaciments
Va ser descrita a partir de les mostres obtingudes a les escombreres de dues mines: la mina Valletta, situada a Vallone della Valletta, a la província de Cuneo (Piemont, Itàlia), i la mina Fianel, a Ausserferrera, a la regió de Viamala (Grisons, Suïssa). Aquests dos indrets són els únics de tot el planeta on ha estat descrita aquesta espècie mineral.